# Vidal de Nicolás
Vidal de Nicolás Moreno (Portugalete, 1 de junio de 1922-26 de octubre de 2016)
fue un poeta y activista antifranquista español. Fue presidente del Foro de Ermua hasta junio de 2005. 

## Biografía
En 1940 sufrió el exilio tras la Guerra Civil, pasando un año en un campo de concentración francés. Después de regresar a España, fue víctima de la represión de la dictadura franquista, siendo detenido en varias ocasiones por su actividad antifranquista en el seno del Partido Comunista de España, como en 1962, junto a militantes comunistas como Agustín Ibarrola y Enrique Múgica. Como consecuencia de esta detención pasó seis años en la cárcel de Burgos.
Vidal de Nicolás dejó su militancia política en la década de 1970, volviendo a la actividad pública a finales de la década de 1990. Desde 1998 hasta junio de 2005 presidió el Foro de Ermua, siendo amenazado por la banda terrorista Euskadi Ta Askatasuna (ETA) por su lucha contra ésta y contra el nacionalismo vasco.
En 2002 el Gobierno de Castilla-La Mancha le otorgó el Premio Abogados de Atocha, que recuerda la matanza de Atocha de 1977, por su dedicación a la lucha por la libertad en España.
Su obra como poeta se ve muy influenciada por su lucha política y social por la libertad. Su primer libro fue Cuatro poetas de hoy, junto a otros tres autores. En 1962 escribió From Burgos jail, en colaboración con Marcos Ana, y su obra está recogida en distintas antologías como Poesía castellana de cárcel (1976) y Poética vasca (1987). En 2001 publicó un libro autobiográfico, Vidal de Nicolás. Escritos, poemas y vivencias, con recopilación y textos a cargo de Josu Bilbao.
En los últimos tiempos participó y colaboró en actos de Unión Progreso y Democracia (UPyD), partido fundado por Rosa Díez entre otros y nacido en el seno de la asociación ¡Basta Ya!, con una ideología próxima a su actividad vital en la lucha contra el nacionalismo vasco.

## Obras
- Cuatro poetas de hoy
- From Burgos jail, 1962 (junto a Marcos Ana)
- Poesía castellana de cárcel, 1976.
- Poética vasca, 1987.
- Vidal de Nicolás. Escritos, poemas y vivencias, 2001 (autobiografía)
- Diktadurarekin gogorra egiten zait. Demokraziak izorratzen du, 2002
- Alteridad, 2006 (ilustrado con obras de Agustín Ibarrola)